# Коросниця (річка)
Коро́сниця — річка  в Україні, у  Дрогобицькому й Миколаївському районах Львівської області, права притока Летнянки (басейн Дністра).

## Опис
Довжина річки 11 км. Похил річки — 2,6 м/км. Формується з багатьох безіменних струмків та декількох водойм. Площа басейну 30,9 км².

## Розташування
Бере початок на південно-східній стороні від села Летня. Тече переважно на північний схід понад Коросницею і у селі Гірському впадає у річку Летнянку, праву притоку Дністра. 